# Медолюб вікторійський
Медолюб вікторійський (Plectorhyncha lanceolata) — вид горобцеподібних птахів родини медолюбових (Meliphagidae). Ендемік Австралії.

## Поширення
Цей вид зустрічається в основному у Східній Австралії, переважно у внутрішній частині країни. Мешкає у сухих відкритих лісах, а також у вересах і мангрових заростях на узбережжі.

## Опис
Медолюб середнього розміру з довжиною тіла 22–25 см, розмахом крил 28–36 см і середньою вагою 40 г.
Верхня частина зазвичай світло-сірувато-коричнева з темно-коричневими центрами пір'я, що створює вигляд смуг. Ці смуги помітні на голові та потилиці, менш чіткі на крупі та майже відсутні на верхніх покривах хвоста. Нижня частина тіла білувата з ледь помітними смугами на череві. Пір'я верхньої частини грудей і горла довгі та загострені, що надає голові гострий вигляд. Крило і хвіст помірно довгі із закругленими кінцями. Дзьоб короткий, з гострим загостренням, темно-синьо-сірий на кінчику та навколо ніздрів змінюється на сіро-чорний. Ноги і ступні синьо-сірі з чорними кігтями. Гола шкіра навколо очей темно-коричнева, а райдужка темно-чорно-коричнева.